# Colonia Târnava
Colonia Târnava – wieś w Rumunii, w okręgu Sybin, w gminie Târnava. W 2011 roku liczyła 585 mieszkańców.